# Entomologia leśna
Entomologia leśna – dział entomologii oraz dział ochrony lasu (nauki leśne), zajmuje się poznawaniem owadów żyjących w ekosystemie lasu, w szczególności poznaniem morfologii i biologii gatunków ważnych w gospodarce leśnej: szkodników liści, nasion, owoców, szyszek, łyka i drewna, korzeni oraz martwego drewna użytkowego. W badaniach entomologii leśnej uwzględnia się także biologiczne metody ochrony lasu z wykorzystaniem naturalnych wrogów owadów szkodliwych – entomofagów. Głównym zadaniem entomologii leśnej jest ochrona drzewostanów przed szkodliwym oddziaływaniem owadów, zachowanie zdrowotności drzewostanu i zachowanie funkcji produkcyjnych oraz ochronnych. W ostatnim czasie silniej podkreśla się także ekologiczne funkcje lasu i znaczenie owadów w prawidłowym funkcjonowaniu ekosystemów leśnych.
Entomologia leśna dzieli szkodliwe owady na:
- szkodniki pierwotne, które jako pierwsze atakują drzewa, drzewostany zdrowe, nie uszkodzone wcześniej przez czynniki biotyczne lub abiotyczne, powodując ich osłabienie, najczęściej poprzez zjadanie aparatu asymilacyjnego – liści i igieł (foliofag). Do szkodników pierwotnych należą m.in.: barczatka sosnówka, brudnica nieparka, zawisak borowiec, strzygonia choinówka, poproch cetyniak, osnuja gwiaździsta, boreczniki i inne[1].
- szkodniki wtórne, które uszkadzają drzewa wtórnie, w następstwie osłabienia drzewostanów przez inne czynniki. Do nich należy m.in. liczna rodzina kornikowatych.

Wyjątkowo podczas masowego występowania szkodniki wtórne mogą mieć charakter pierwotny.